# سکه طلا

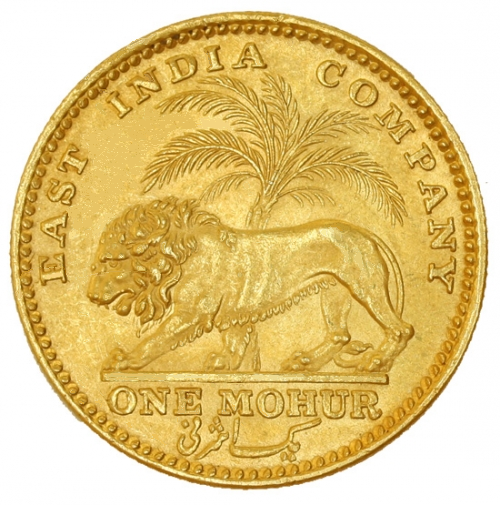
سکهٔ طلای ضرب‌شده توسط کمپانی هند شرقی بریتانیا به تاریخ ۱۸۴۱ میلادی؛ سکه مزین به نقش شیر به همراه درخت نخل است و عبارت «یک اشرفی» به زبان فارسی در زیر پای شیر به چشم می‌خورد.

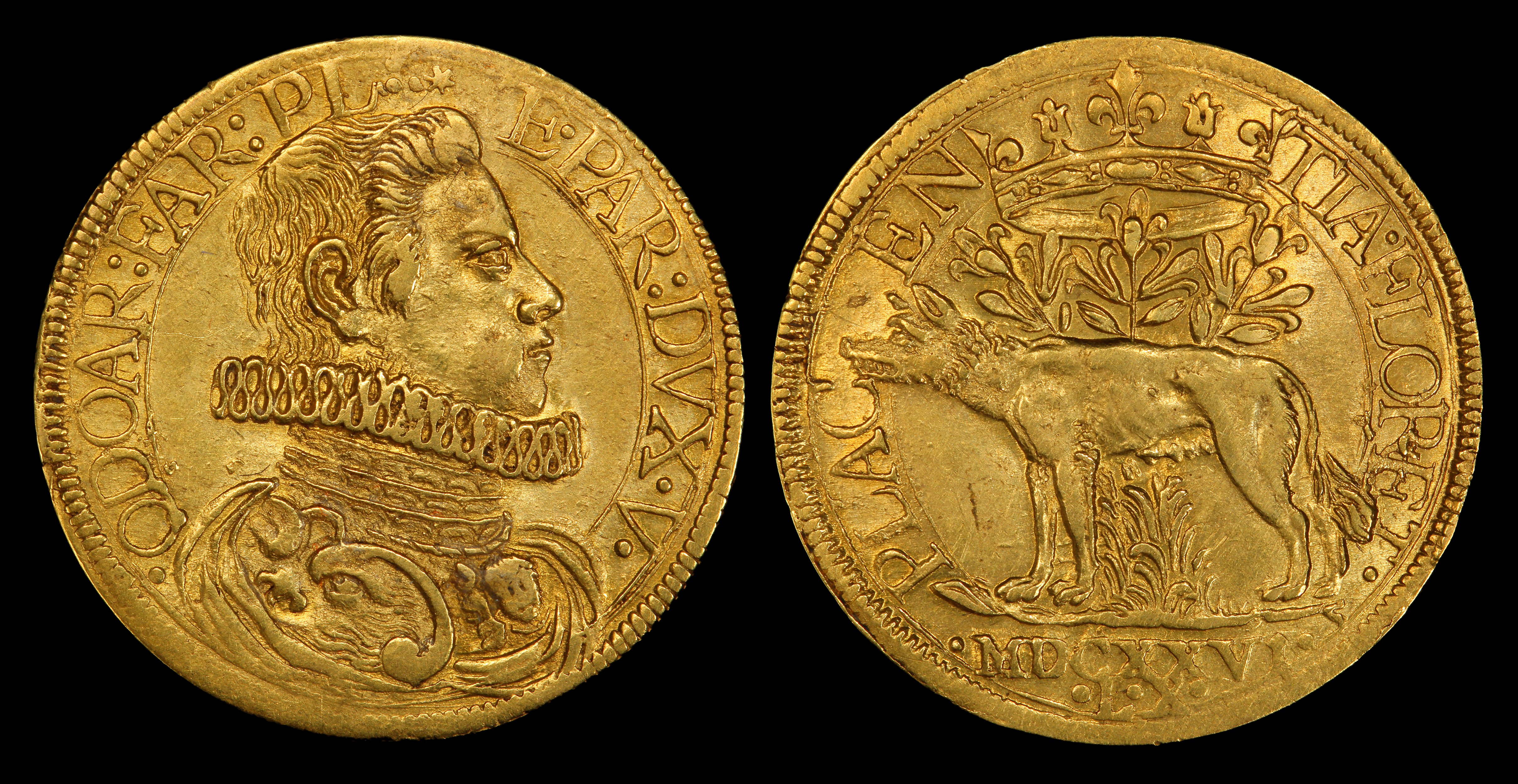
نگاره‌ای از پشت و روی یک سکهٔ طلای ۲۲ عیاری دوبلون ضرب‌شده در ایتالیا.

سکهٔ طلا یا سکهٔ زَر، سکه‌ای است که از فلز طلا ساخته می‌شود. بیشتر سکه‌های طلا که از سال ۱۸۰۰ میلادی ضرب شده‌اند، دارای ۹۰ تا ۹۲٪ طلای ۲۲ عیار خالص هستند.